# Oi!

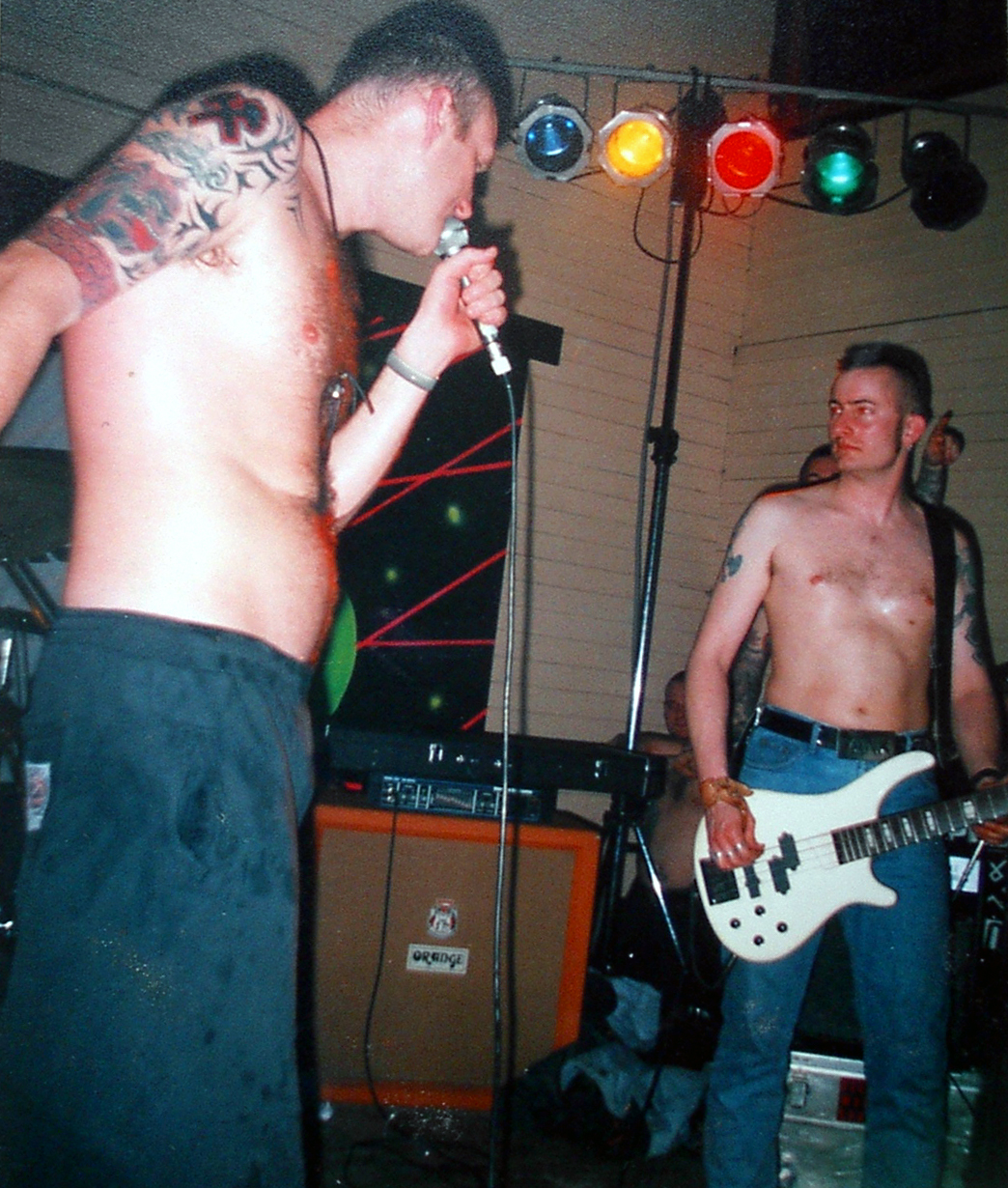
Tyska oi!-bandet Pöbel und Gesocks

Oi! (en. ungefär hallå där!) är en av punkens subgenrer. 
Musikjournalisten Garry Bushell, som då skrev för musiktidningen Sounds, gav under tidigt 1980-tal genren dess namn. Det sägs Gary Bushell fick namnet från The Cockney Rejects låt Oi! Oi! Oi!. 
Genren föddes egentligen redan på 1970-talet med band som Sham 69, Cock Sparrer, Cockney Rejects med flera men kallades då för "real punk" och har alltid varit särskilt populär inom skinnskalle-kulturen. Skatepunk, streetpunk och tidig vit makt-musik har inspirerats av Oi!. Musiken utmärks av refränger som är lätta att sjunga/gorma med i och att sångaren ofta använder en kraftig brittisk dialekt, inte sällan Londonvarianten cockney. Banden förknippas ofta med fotbollslag och huliganism. Det låtarna handlar om överlag är oftast slagsmål och att man ska stå för den man är. Oi kan sägas vara en hyllning till skinnskalle-kulturen. Många texter är också tillägnade arbetarklassen.

## Exempel på Oi!-band
- Angelic Upstarts
- Blitz
- Cock Sparrer
- Cockney Rejects
- Dropkick Murphys
- Los Fastidios
- Peter and the Test Tube Babies
- The 4-Skins
- The Business
- The Last Resort
- The Oppressed
- Sham 69
- The Exploited (i början)
- Berliner Weisse
- Sudor Obrero
- Ultra Razzia
- Vis Vires
- Hammer And The Nails
- Brutal Siegers
- Red Alert
- Reazione!

## Svenska Oi!-band
Band som spelar Oi! eller Oi!-inspirerad musik:

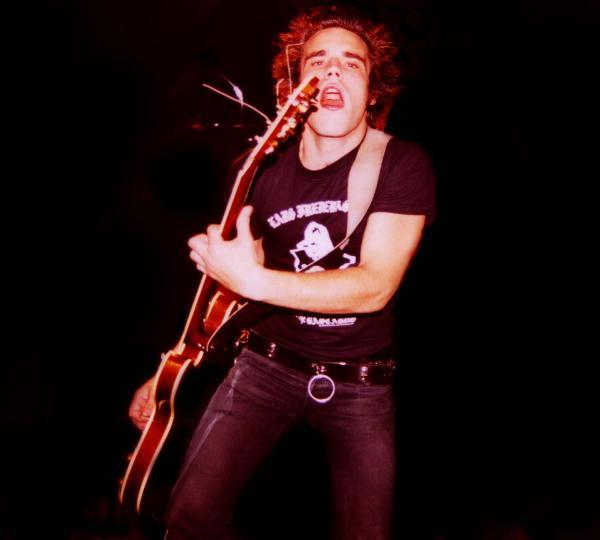
Förre gitarristen i svenska bandet Royal Stakeout

- Agent Bulldogg
- Antipati
- Bad Shermans
- Battle Scarred
- Clockwork Crew
- Contemptuous
- Frenzy Four
- Gasman
- Gatans Lag
- Guttersnipe
- Katastrof
- Kombatants
- Lost Warning
- Nya Given
- Oldfashioned Ideas
- On the Job
- Perkele
- Projekt 9
- Projekt Oi!
- Posso Kongro
- Radio 69
- Royal Stakeout
- Sabotage
- Sinners Since Birth
- Straigth Jacket
- The Clichés
- The Disputes
- The Headhunters
- The Mockingbirds
- The Sluggers
- Unit Lost
- Vallgatan
- Vindicate This!
- Lavett